# UFC Fight Night: Poirier vs. Pettis
UFC Fight Night: Poirier vs. Pettis（ユーエフシー・ファイトナイト：ポイエー・バーサス・ペティス、別名UFC Fight Night 120）は、アメリカ合衆国の総合格闘技団体「UFC」の大会の一つ。2017年11月11日、バージニア州ノーフォークのコンスタント・コンベケイション・センターで開催された。

## 大会概要
本大会ではダスティン・ポイエーとアンソニー・ペティスによるライト級戦が組まれた。

## 試合結果

### アーリープレリム
第1試合 ミドル級 5分3R
○  カール・ロバーソン vs.  ダレン・スチュワート ×
1R 3:41 リアネイキッドチョーク
第2試合 ライトヘビー級 5分3R
○  ジェイク・コリアー vs.  マルセル・フォルトゥナ ×
3R終了 判定3-0（30-27、29-28、29-28）
第3試合 ウェルター級 5分3R
○  ショーン・ストリックランド vs.  コート・マッギー ×
3R終了 判定3-0（30-27、29-28、29-28）

### プレリミナリーカード
第4試合 女子ストロー級 5分3R
○  ニーナ・アンサロフ vs.  アンジェラ・ヒル ×
3R終了 判定3-0（29-28、29-28、29-28）
第5試合 ライト級 5分3R
○  セージ・ノースカット vs.  ミチェル・キニョネス ×
3R終了 判定3-0（30-27、30-27、30-27）
第6試合 女子ストロー級 5分3R
○  タティアナ・スアレス vs.  ビビアン・ペレイラ ×
3R終了 判定3-0（30-27、30-27、30-26）
第7試合 バンタム級 5分3R
○  マルロン・モラエス vs.  ジョン・ドッドソン ×
3R終了 判定2-1（30-27、27-30、30-27）

### メインカード
第8試合 ライト級 5分3R
○  クレイ・グイダ vs.  ジョー・ローゾン ×
1R 1:07 TKO（右アッパー→グランド肘打ち連打）
第9試合 62.8kg契約 5分3R
○  ハファエル・アスンソン vs.  マシュー・ロペス ×
3R 1:50 KO（右フック）
※ロペスの体重超過によりバンタム級から変更。
第10試合 ミドル級 5分3R
○  セザール・フェレイラ vs.  ネイサン・マーコート ×
3R終了 判定2-1（29-28、28-29、29-28）
第11試合 ヘビー級 5分3R
○  アンドレイ・アルロフスキー vs.  ジュニオール・アルビニ ×
3R終了 判定3-0（29-28、30-27、30-27）
第12試合 ウェルター級 5分3R
○  マット・ブラウン vs.  ディエゴ・サンチェス ×
1R 3:44 KO（右肘打ち）
第13試合 ライト級 5分5R
○  ダスティン・ポイエー vs.  アンソニー・ペティス ×
3R 2:08 TKO（わき腹負傷）

### 各賞
ファイト・オブ・ザ・ナイト： ダスティン・ポイエー vs. アンソニー・ペティス
パフォーマンス・オブ・ザ・ナイト： マット・ブラウン、ハファエル・アスンソン
各選手にはボーナスとして5万ドルが授与された。

### カード変更
負傷などによるカードの変更は以下の通り。